# ويلبر ديفيد كوك
ويلبر ديفيد كوك (بالإنجليزية: Wilbur David Cook)‏ هو مهندس المناظر الطبيعية أمريكي، ولد في 19 يونيو 1869 في أتلانتا في الولايات المتحدة، وتوفي في 27 فبراير 1938 في لوس أنجلوس في الولايات المتحدة.